# 人民公园 (郑州)
人民公园是位于河南省郑州市市中心的一座公园。人民公园东临二七路，南临西太康路，西临铭功路，北依金水河，占地30.14公顷。公园位于郑州市市中心闹市区，紧邻郑州市公安局。

## 历史
人民公园筹建于1951年，原址上有彭公祠、胡公祠两座祠堂，其余区域原为垃圾场及荒地。经挖沟成湖、堆土成山、种植花木、修建凉亭，1952年8月1日，人民公园正式开放。

## 景点

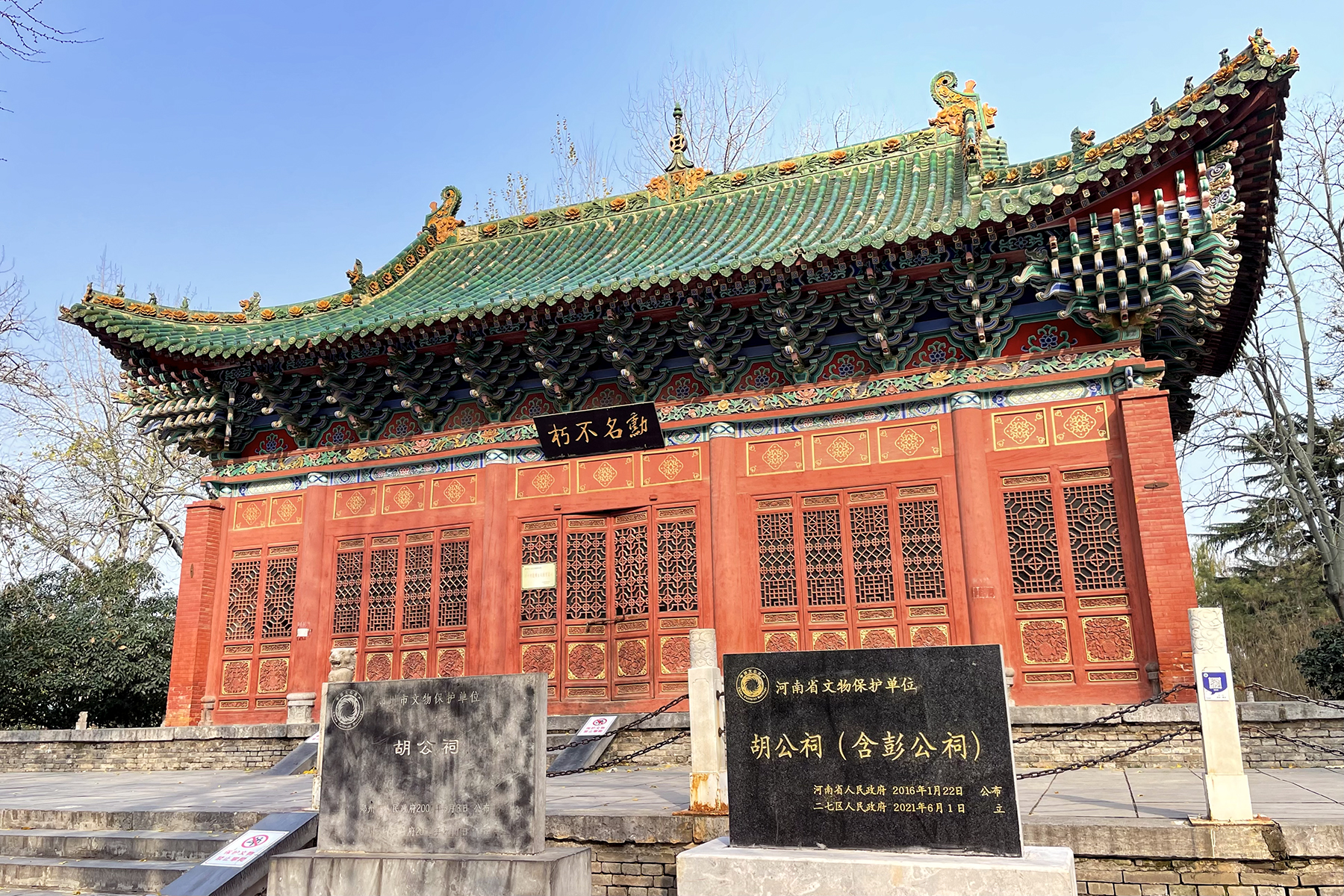
胡公祠
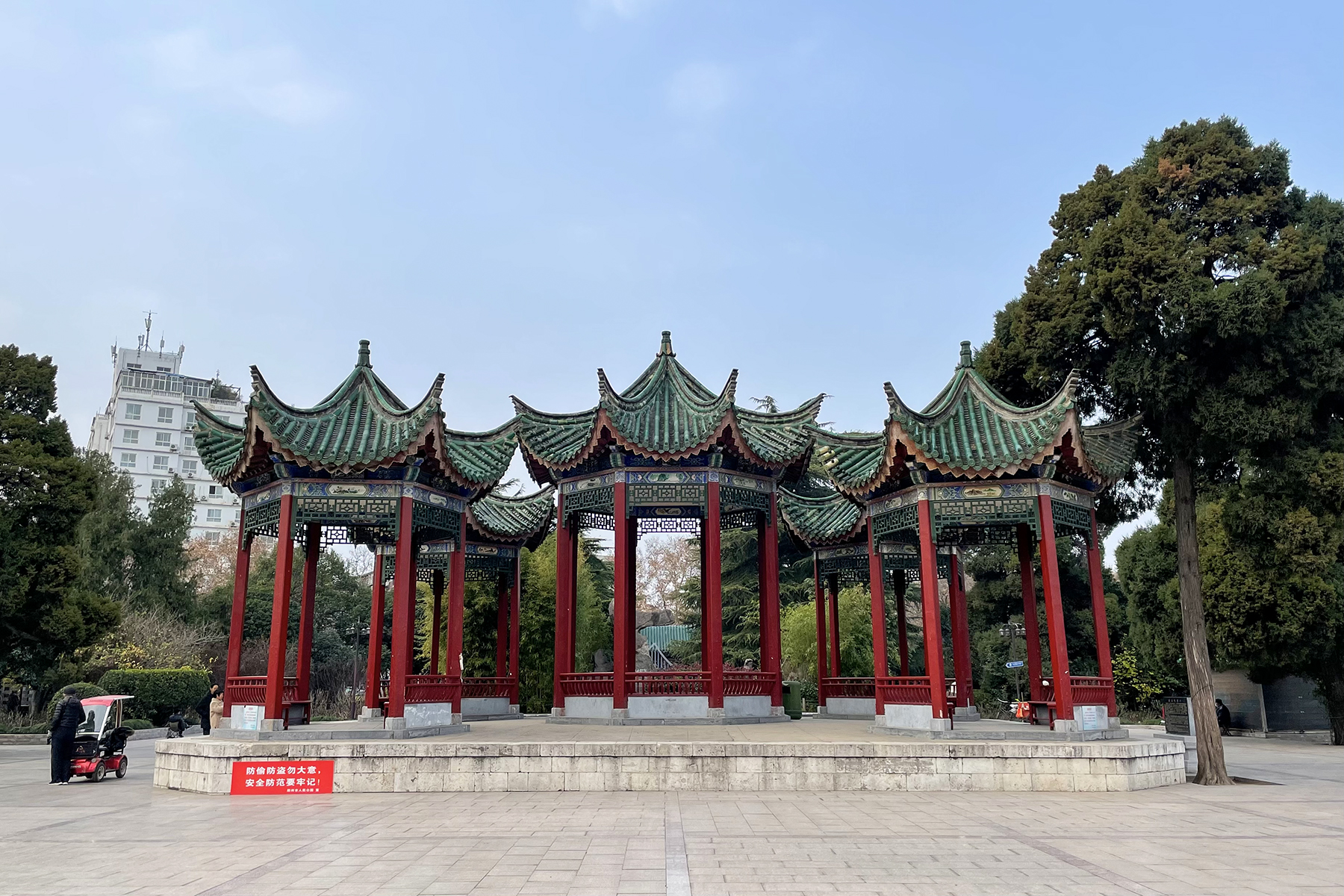
彭公祠凉亭
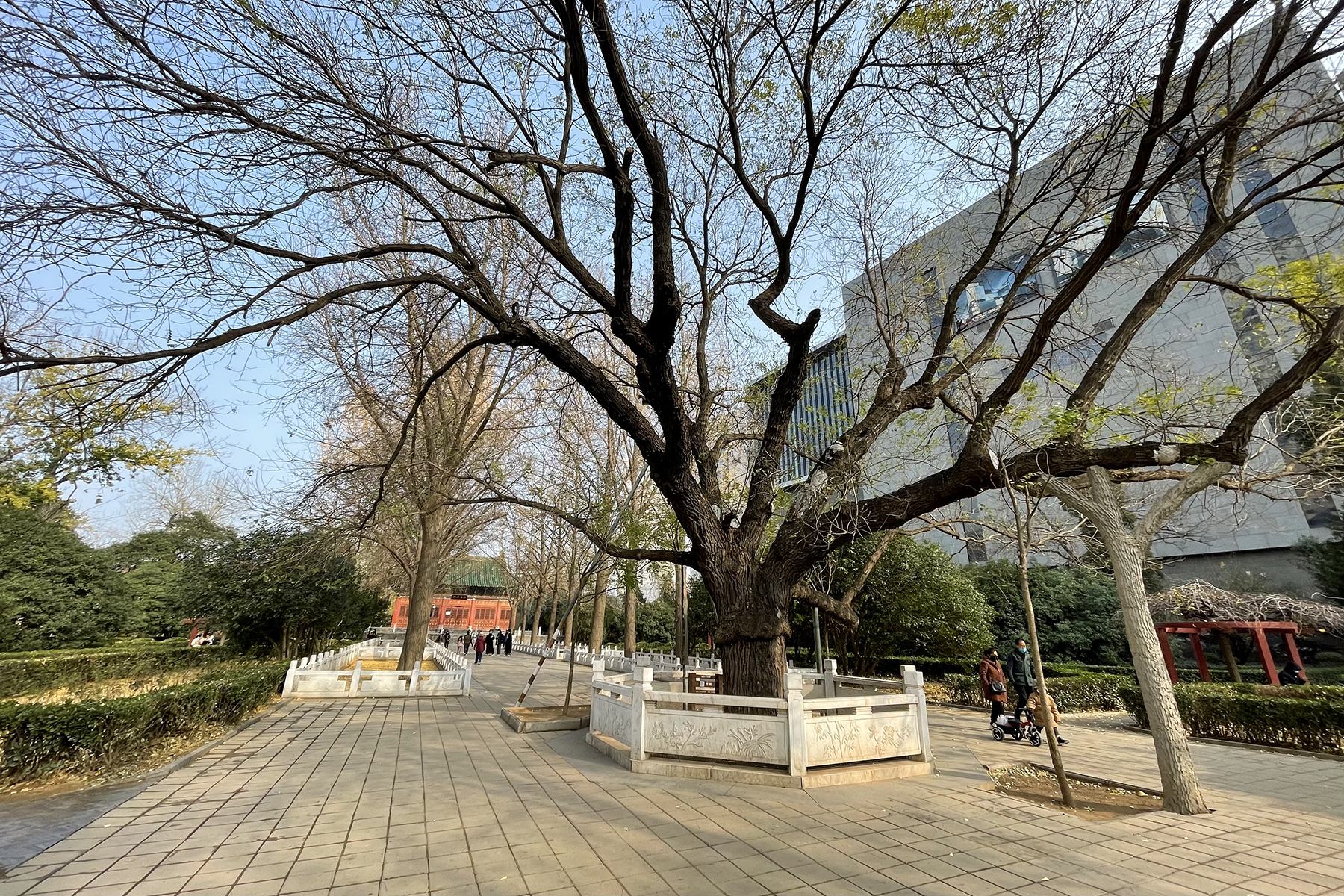
胡公祠前的古槐

### 胡公祠
位于公园南门一带，落成于1936年，为纪念胡景翼的祠堂。胡公祠为庙宇式建筑，坐北向南，占地23亩。其中主要建筑有：门房3间，即目前的人民公园南门，两侧有迎墙，门外一小广场。大门内有古槐一株，顺中间甬道可直通大殿。大殿建在青石护砌的高台上，面阔五间，红墙绿瓦，飞檐斗拱，画栋雕梁，四角悬有风铃。殿门上雕有各种花卉图案，殿内正中有暖阁一座，内设胡景翼等人牌位。2016年1月，胡公祠被列入第七批河南省文物保护单位。

### 彭公祠
位于公园西门内，原为纪念直奉郑州之战殉难团长彭象乾及诸官兵的“铭功园”，1938年改称“彭公祠”。祠堂初建时为一座庙宇式建筑，坐北向南。大门内有凉亭5座，上覆琉璃瓦，亭内有汉白玉碑碣22通。中间亭内有铜铸彭象乾骑马像1尊。凉亭后面是正殿，建制5间，青砖筒瓦，上饰五脊六兽。正殿后有平房2幢，祠堂四周植有松柏等树木。惟骑马铜像于抗日战争时期被日军掠走，汉白玉碑碣于文革时期被毁，大殿于1996年被拆除，现仅存5座凉亭。2016年1月，彭公祠随胡公祠被列入第七批河南省文物保护单位。

### 游乐设施
园内的游乐设施大多集中在公园北部，有过山车、摩天轮、碰碰车等游乐设施。

### 其他景观
胡公祠大殿后有人工湖，以中心石桥为界分东湖和青年湖。东湖中心设岛，东岸有划船亭和划船码头。公园东门内设青石假山，主峰高19.4米，设有瀑布及凉亭。绕青石假山西行，可抵公园中心的莲花池广场，广场中心为莲花形喷水池，喷泉周围为花坛和草坪，广场周围环绕着法桐等高大树木。

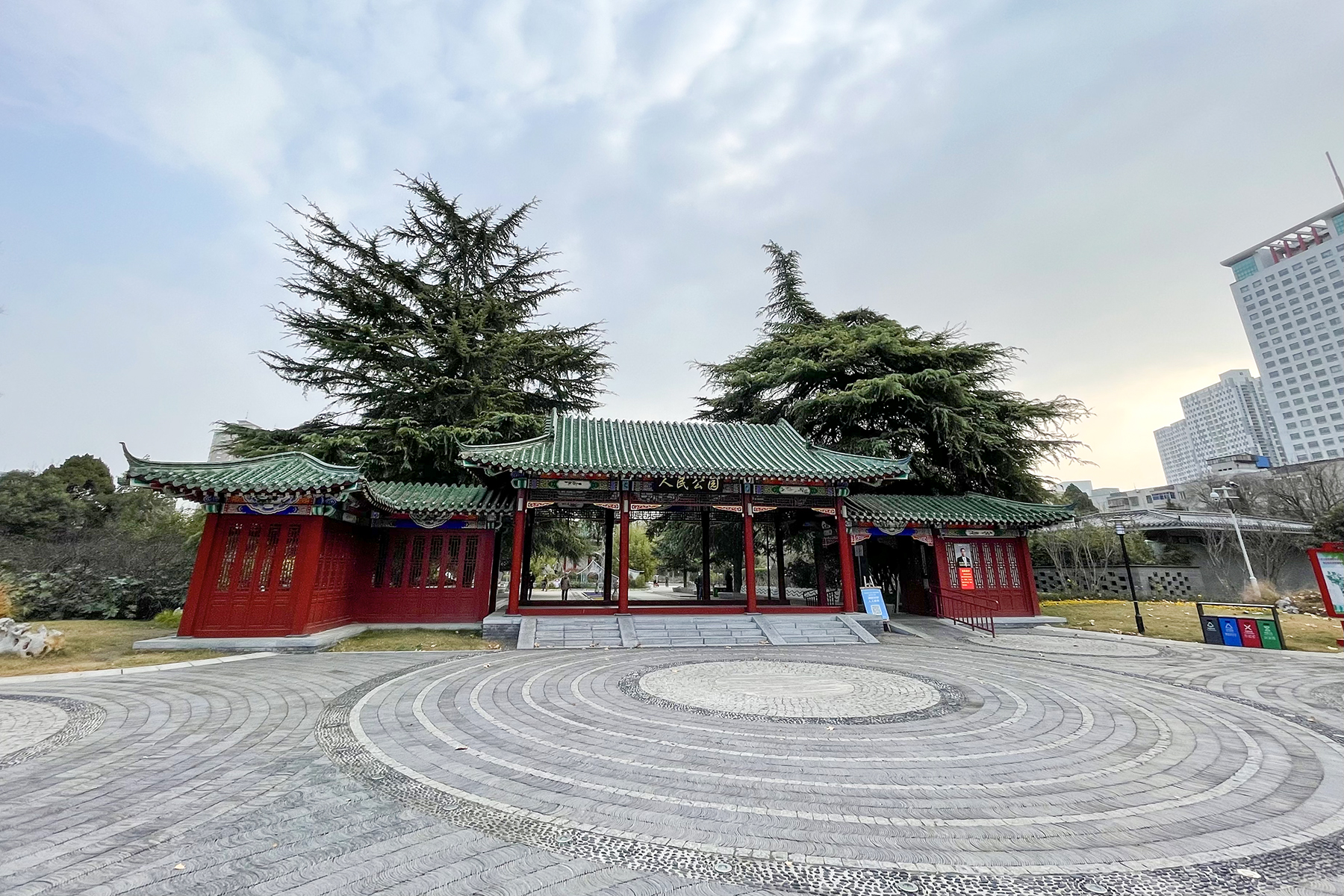
公园西门
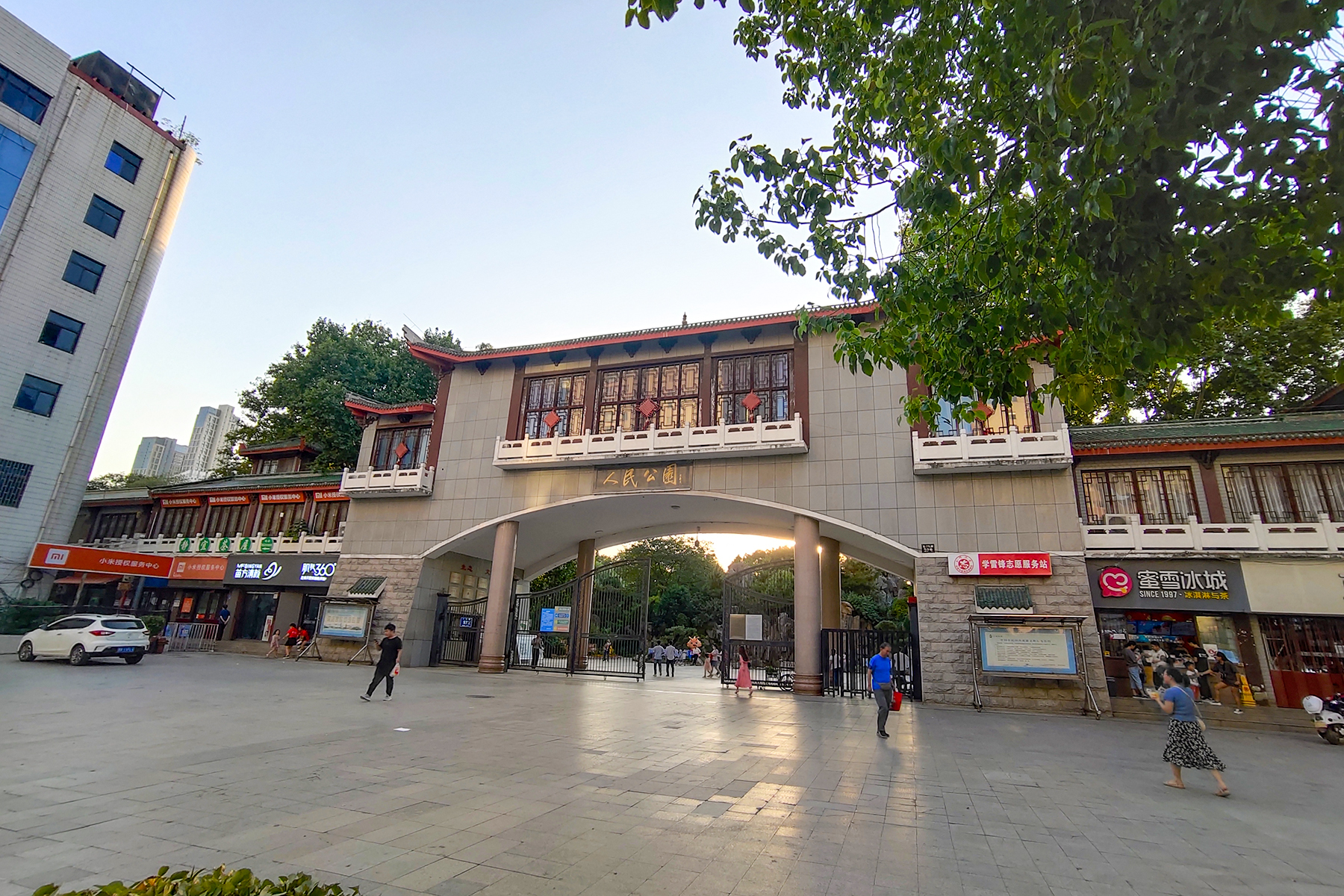
公园东门
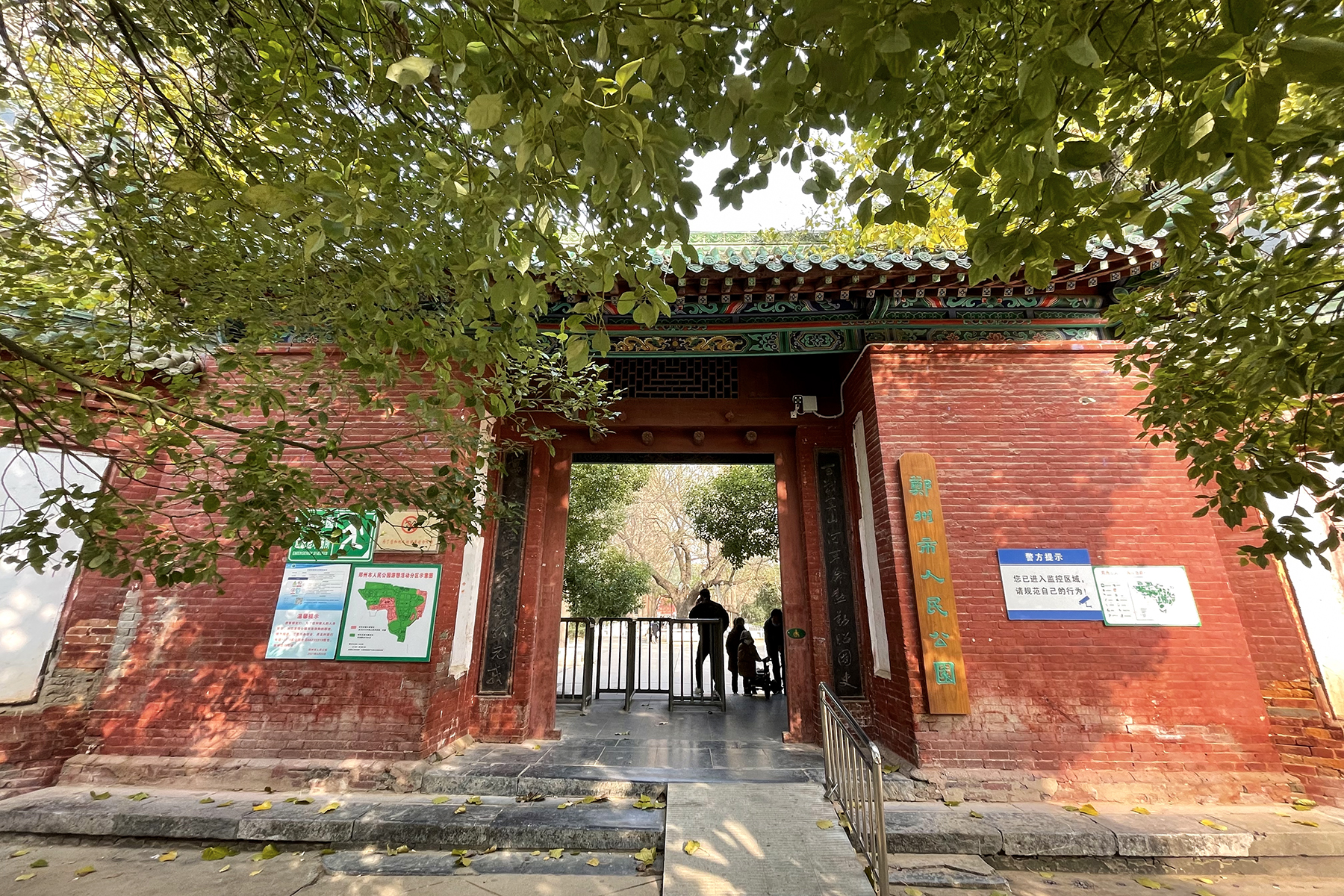
公园南门，原为胡公祠正门
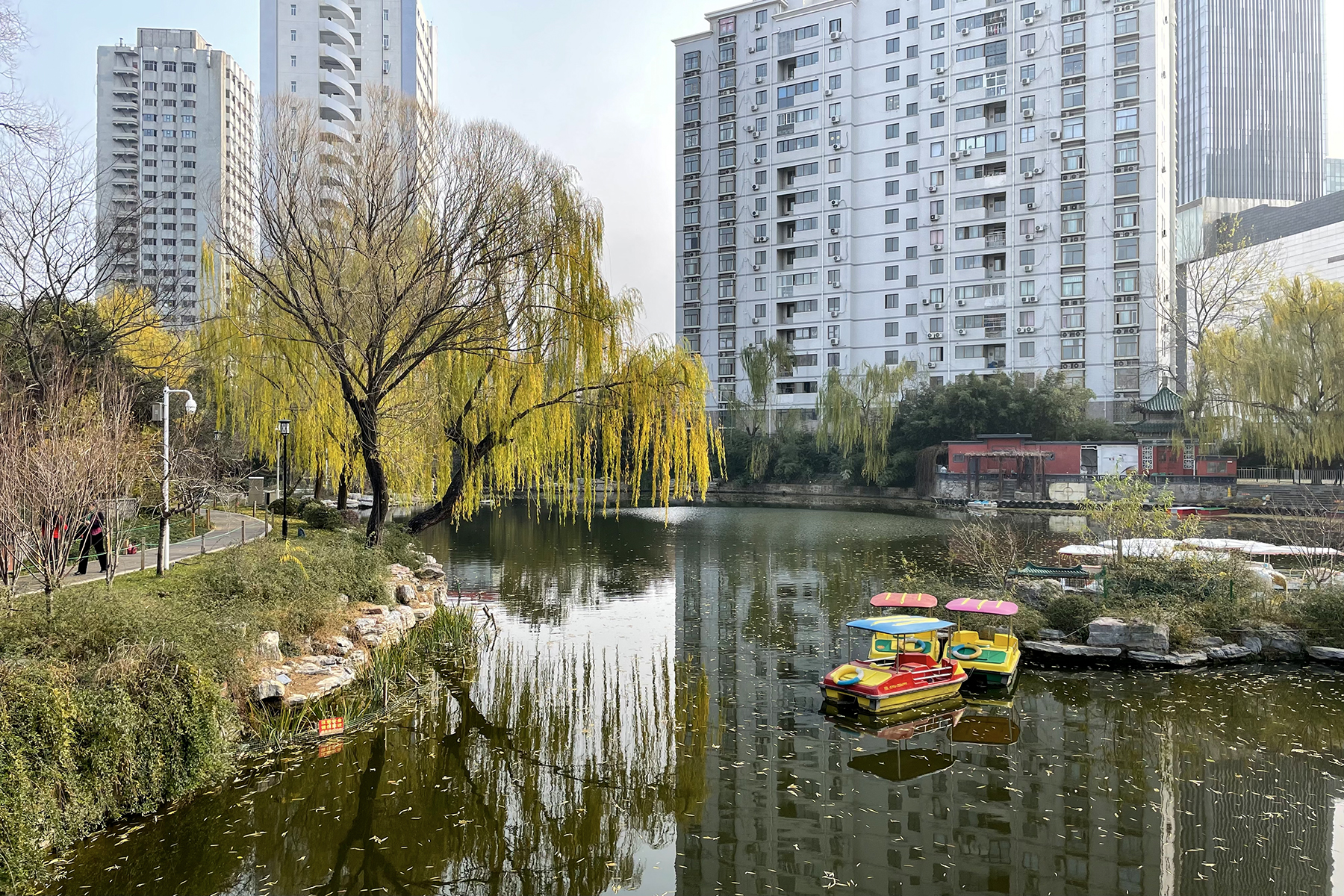
人工湖
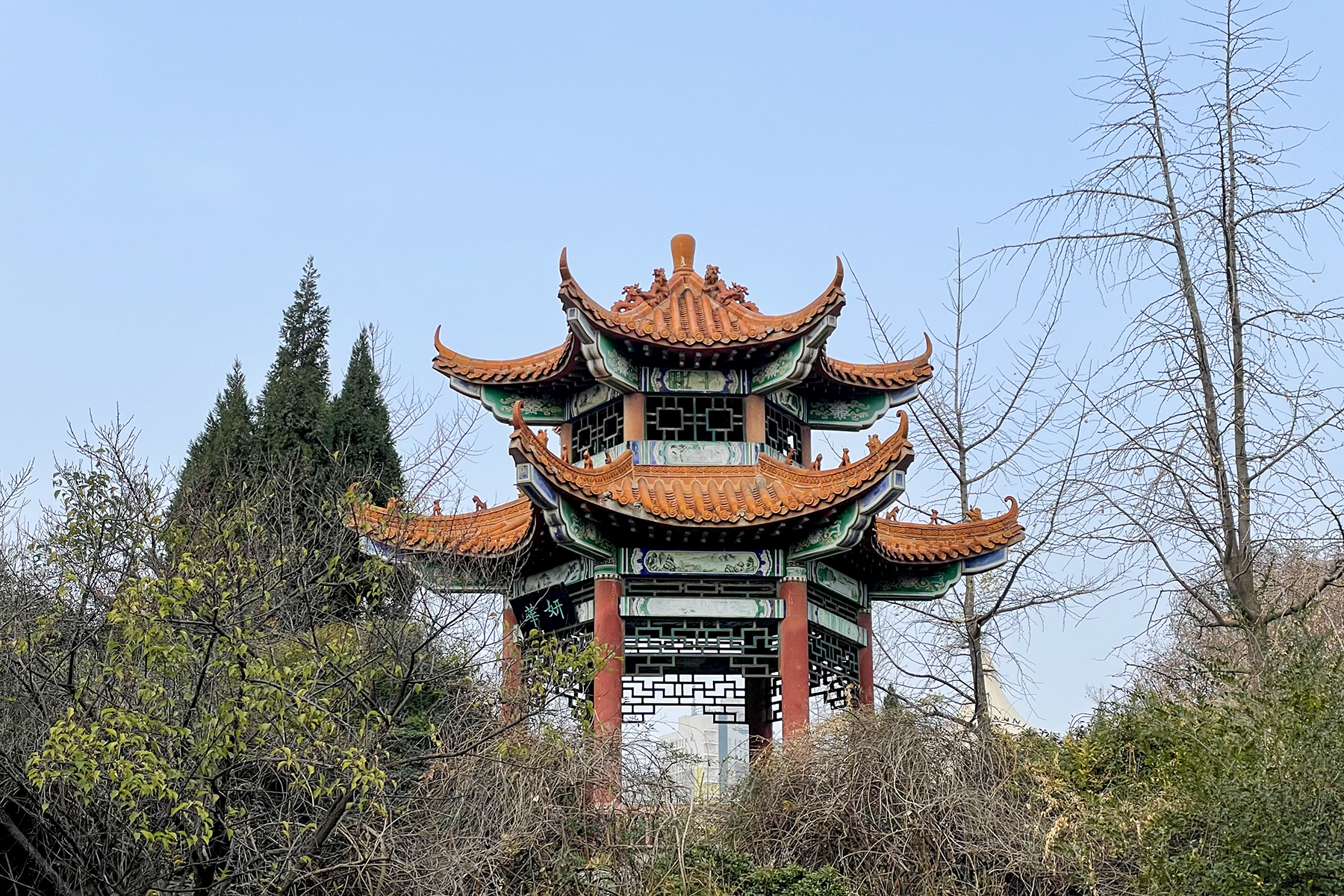
公园内的凉亭
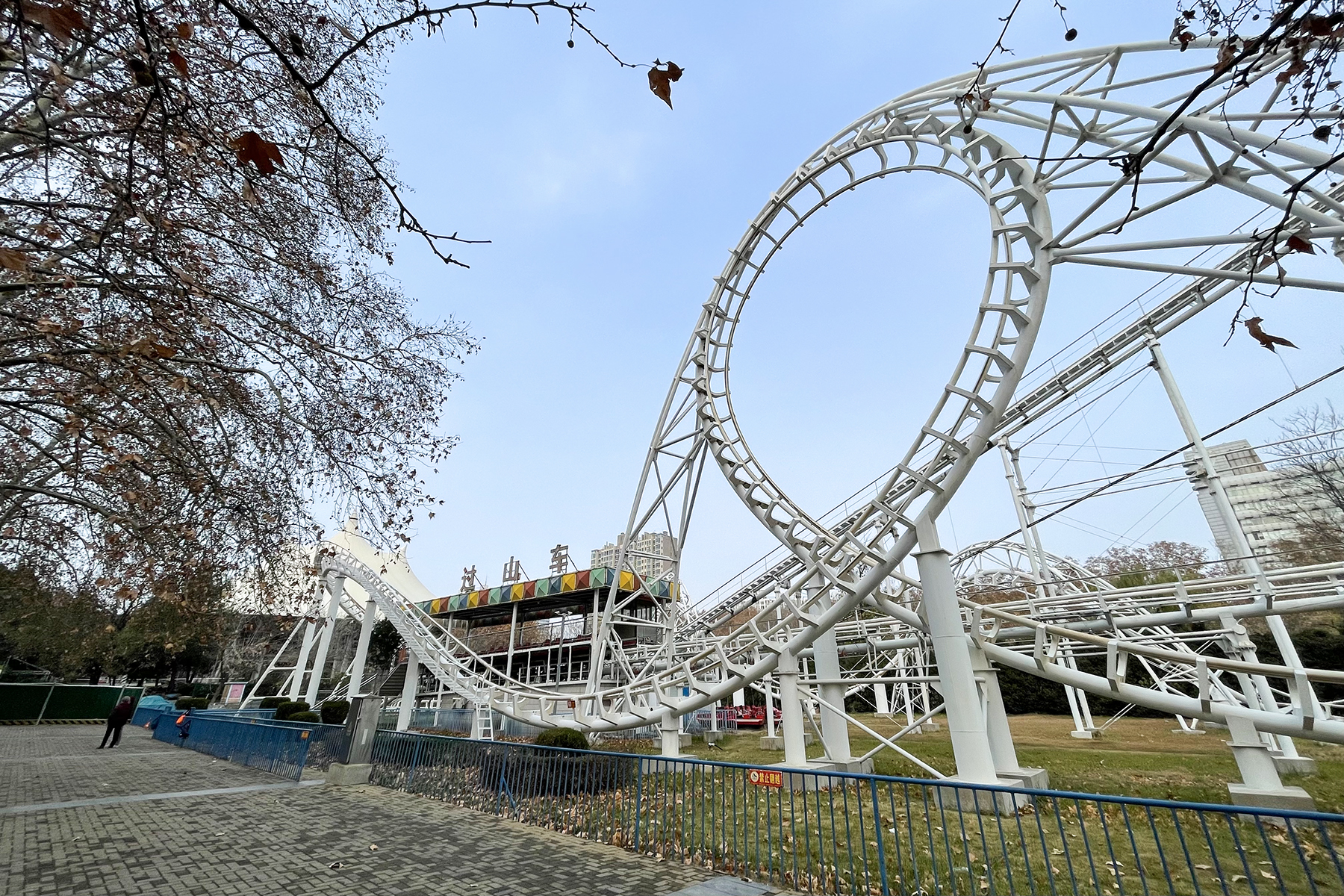
游乐区的过山车

## 争议
2010年，人民公园因收费问题而被郑州市民告上法庭。同年，正在改造中的人民公园东门因缺乏美感而被部分郑州网民称为郑州最丑的建筑。
2025年7月6日夜，郑州人民公园发生恐同暴力事件，有团伙半夜于公园内殴打被他们指控是男同性恋的人。网传视频显示，5-7名施暴者手持甩棍等器械追打受害者，一边飞踹、拖拽，一边进行“你是不是1？”“来找男人？”“别低头打死你！”等言语辱骂，受害者则抱头哭泣求饶。据悉，施暴者以“约会”为名，在同性社交平台（如Blued）上诱骗受害者至公园，待受害者到达后便对其展开殴打。联合早报指出，受害者并不限于男同性恋者，其他落单男性也成为袭击目标。施暴者以“是1还是0”进行羞辱性盘问，得不到回应便动手施暴。有網民批这是針對同志的仇恨犯罪。2025年7月8日，中国新闻周刊8日联系郑州人民公园，公园工作人员称“将请示领导回复”。郑州警方9日晚间藉由媒体报道的形式宣布已抓获涉案嫌疑人17名，依法刑事拘留11人，行政拘留6人（其中5人因未满16周岁不予执行）。上述人员均系通过网络建立联系，多次临时起意，相约作案。不过官方版本的叙事选择不提及事件的恐同仇恨犯罪性质，仅将其描述为“聚众殴打他人事件”。

## 交通
| 人民公园西门 | 人民公园西门          | 人民公园西门          | 人民公园西门          | 人民公园西门          |
| 编号         | 路线                  | 路线                  | 路线                  | 备注                  |
| ------------ | --------------------- | --------------------- | --------------------- | --------------------- |
| 8            | 已于2023年8月31日停办 | 已于2023年8月31日停办 | 已于2023年8月31日停办 | 已于2023年8月31日停办 |
| G78          | 森林湖公交站          | ⇆                     | 航海路中州大道        |                       |
| 91           | 毛庄蔬菜批发市场      | ⇆                     | 火车站北港湾          |                       |
| 100          | 腊梅路公交站          | ⇆                     | 紫荆山人民路          | B2路支线              |
| 302          | 张河村                | ⇆                     | 建设路国棉六厂        |                       |
| B20          | 花园路刘庄            | ⇆                     | 火车站北港湾          | 原39路                |
| Y21          | 佛岗村公交站          | ⇆                     | 紫荆山人民路          | 夜间服务              |
| 游16         | 黄河文化公园          | ⇆                     | 火车站北港湾          |                       |

| 人民公园东门 | 人民公园东门           | 人民公园东门           | 人民公园东门           | 人民公园东门           |
| 编号         | 路线                   | 路线                   | 路线                   | 备注                   |
| ------------ | ---------------------- | ---------------------- | ---------------------- | ---------------------- |
| 6            | 东赵公交站             | ⇆                      | 火车站北港湾           |                        |
| 21           | 德润路公交站           | ⇆                      | 火车站南港湾           |                        |
| 28           | 省体育中心             | ⇆                      | 紫荆山金水路西         |                        |
| 34           | 通达路西四环           | ⇆                      | 火车站北港湾           |                        |
| 906          | 佛岗村公交站           | ⇆                      | 郑州海洋馆             |                        |
| 966          | 已于2023年10月27日停办 | 已于2023年10月27日停办 | 已于2023年10月27日停办 | 已于2023年10月27日停办 |
| Y6           | 东赵公交站             | ⇆                      | 火车站北港湾           | 夜间服务               |

| 太康路民主路 | 太康路民主路   | 太康路民主路 | 太康路民主路   | 太康路民主路              |
| 编号         | 路线           | 路线         | 路线           | 备注                      |
| ------------ | -------------- | ------------ | -------------- | ------------------------- |
| G78          | 森林湖公交站   | ⇆            | 航海路中州大道 |                           |
| 100          | 腊梅路公交站   | ⇆            | 紫荆山人民路   | B2路支线                  |
| 101          | 农业路中州大道 | ⇆            | 火车站北港湾   | 原101路东线，曾为无轨电车 |
| Y21          | 佛岗村公交站   | ⇆            | 紫荆山人民路   | 夜间服务                  |